# George van Saksen (1471-1539)
George (Meißen, 27 augustus 1471 – Dresden, 17 april 1539) bijgenaamd met de Baard, was hertog van Saksen van 1500 tot 1539. Hij was hertog van Sagan en ridder van het Gulden Vlies.
Hij werd aanvankelijk geestelijke, maar volgde in 1500 zijn vader Albrecht de Kloekmoedige op als hertog. Hij regeerde samen met zijn broer en toekomstige opvolger Hendrik de Vrome over Friesland totdat deze in 1505 al zijn rechten aan hem afstond. Daarna centraliseerde hij het bestuur en de rechtspraak en voerde een jaartaks en accijnzen in, ofschoon dat grote weerstand opriep.

## Verhouding met de Nederlanden
Op 22 februari 1505 sloot hij een overeenkomst met de gebroeders Dirk, Floris en Jacob van Wijngaarden, en Thomas Beukelaar, de schoonzoon van een van hen. Deze Hollandse heren zouden de kwelders van de voormalige Middelzee in het noorden van Friesland indijken tegen vrijstelling van pacht gedurende het eerste jaar. Nog datzelfde jaar werd het gebied ingedijkt door de aanleg van een 14 kilometer lange dijk. Zo ontstond Het Bildt.
George trachtte in 1514 Groningen onder zijn gezag te brengen, dat zich echter had verbonden met Edzard I van Oost-Friesland. Vanwege de hoge kosten van de strijd sloten de Friezen een verbond met hertog Karel van Gelre, eveneens een bondgenoot van Groningen. George moest zich uiteindelijk terugtrekken tot Leeuwarden, Harlingen en Franeker. Aangezien ook zijn macht in Friesland tanende was deed hij op 19 mei 1515 zijn aanspraken op Groningen en Friesland voor het geringe bedrag van 100.000 guldens over aan keizer Karel V.

## Familie
George was afkomstig van het oude Saksische geslacht Wettin. George was de oudste zoon van Albrecht de Kloekmoedige en Sidonia van Bohemen. Zijn vader was door de belangrijke opdeling van Saksen, stamvader van het katholieke Saksen, de latere koningen van Saksen. Toen zijn vader ten oorlog trok in Friesland, hield George zich al, vrij jong, bezig met staatszaken. George was gehuwd met Barbara van Polen (1478-1534), een dochter van koning Casimir IV van Polen uit het huis Jagiello. Op het huwelijksfeest op 21 november 1496 in Leipzig was er een grote groep Rooms-Duitse en Poolse edelen aanwezig. George zou schoonbroer worden van drie Poolse koningen en kon zijn diplomatieke invloed tot in Litouwen uitoefenen.
Uit dit huwelijk kwam Magdalena van Saksen voort, die later zou huwen met Joachim II Hector van Brandenburg. Ook Christina van Saksen, de echtgenote van landgraaf Filips I van Hessen, was een dochter van George. Na Barbara's dood liet hij als teken van rouw zijn baard staan, hetgeen hem zijn bijnaam opleverde.
Zijn oudste zoon Johan was ziekelijk en stierf in 1537. Zijn tweede zoon Frederik (1504-1539) stierf kinderloos enkele weken voor zijn vader. George werd opgevolgd door zijn protestantse broer Hendrik, iets wat de katholieke Georg nooit had gewild.

## Duitse Boerenoorlog
Georg was de belangrijkste veldheer in het neerslaan van opstandige boeren tijdens de Boerenoorlog. Zijn troepen, tezamen met deze van geallieerde vorsten, haalden gemakkelijk de overwinning bij de Frankenhausen.

## Hertog van Saksen
George hield zich in het bijzonder bezig met de muntateliers in zijn hertogdom: Freiberg, Leipzig en Annaberg. Hij stichtte deze laatste stad. George hervormde in Saksen op vooruitstrevende wijze bestuur en financiën. Hij steunde keizer Karel V zoveel hij kon en deed zijn lijfspreuk "De naam des Heren zij geprezen" eer aan door zich uitgesproken tegen de invloed van wijlen Jan Hus en Maarten Luther in het Heilige Roomse Rijk te verzetten. Zo wierf hij Luther's tegenstander Jan Cochleus aan als persoonlijke secretaris en kanunnik van de Dom van Meissen.

## Grafsteen
George en Barbara werden begraven in de Dom van Meissen, meer bepaald in de naar hem genoemde Georgskapel. Het is het laatste Saksische vorstenpaar dat in de Dom begraven werd. Nadien werd de Dom lutheraans.

## Kinderen van George en Barbara[2]
- Johan van Saksen (1498 - 1537) huwde in 1516 met Elisabeth van Hessen (1502 - 1557), kinderloos
- Frederik van Saksen (1507 - 1539) huwde in 1539 met gravin Elisabeth van Mansfeld, kinderloos
- Christina van Saksen (1505 - 1549) huwde in 1523 met landgraaf Filips I van Hessen (1504 - 1567)
- Magdalena van Saksen (1507 - 1534) huwde met keurvorst Joachim II van Brandenburg (1505 - 1571)

## Voorouders
| Overgootouders                | Frederik I van Saksen (1370-1428) ∞ Catharina van Brunswijk-Lüneburg (1395-1442) | Frederik I van Saksen (1370-1428) ∞ Catharina van Brunswijk-Lüneburg (1395-1442) | Ernst I van Oostenrijk (1377–1424) ∞ Cymburgis van Mazovië (1394–1429) (1436–1467) | Ernst I van Oostenrijk (1377–1424) ∞ Cymburgis van Mazovië (1394–1429) (1436–1467) | Victor van Kunštát en Podebrady (–) ∞ ? (-)                       | Victor van Kunštát en Podebrady (–) ∞ ? (-)                       | ? (–) ∞ ? (-)                                                     | ? (–) ∞ ? (-)                                                     |
| Grootouders                   | Frederik II van Saksen (1412-1464) ∞ Margaretha II van Oostenrijk (1416-1486)    | Frederik II van Saksen (1412-1464) ∞ Margaretha II van Oostenrijk (1416-1486)    | Frederik II van Saksen (1412-1464) ∞ Margaretha II van Oostenrijk (1416-1486)      | Frederik II van Saksen (1412-1464) ∞ Margaretha II van Oostenrijk (1416-1486)      | George van Podiebrad (1420–1471) ∞ ? (-)                          | George van Podiebrad (1420–1471) ∞ ? (-)                          | George van Podiebrad (1420–1471) ∞ ? (-)                          | George van Podiebrad (1420–1471) ∞ ? (-)                          |
| Ouders                        | Albrecht van Saksen (1443-1500) ∞ Sidonia van Bohemen (1449-1510)                | Albrecht van Saksen (1443-1500) ∞ Sidonia van Bohemen (1449-1510)                | Albrecht van Saksen (1443-1500) ∞ Sidonia van Bohemen (1449-1510)                  | Albrecht van Saksen (1443-1500) ∞ Sidonia van Bohemen (1449-1510)                  | Albrecht van Saksen (1443-1500) ∞ Sidonia van Bohemen (1449-1510) | Albrecht van Saksen (1443-1500) ∞ Sidonia van Bohemen (1449-1510) | Albrecht van Saksen (1443-1500) ∞ Sidonia van Bohemen (1449-1510) | Albrecht van Saksen (1443-1500) ∞ Sidonia van Bohemen (1449-1510) |
| George van Saksen (1471-1539) |                                                                                  |                                                                                  |                                                                                    |                                                                                    |                                                                   |                                                                   |                                                                   |                                                                   |